# Schultesianthus dudleyi
Schultesianthus dudleyi är en potatisväxtart som beskrevs av L.M. Bernardello och A.T. Hunziker. Schultesianthus dudleyi ingår i släktet Schultesianthus och familjen potatisväxter. Inga underarter finns listade i Catalogue of Life.